# Castela-Mancha
Castela-Mancha (em castelhano:  Castilla-La Mancha) é uma comunidade autónoma de Espanha.
Castela-Mancha faz fronteira com Castela e Leão, Madrid, Aragão, Valência, Múrcia, Andaluzia e Estremadura, e é composta pelas províncias de Toledo, Cidade Real, Cuenca, Guadalaxara e Albacete. A capital é Toledo.

## História
A comunidade de Castela-Mancha surgiu em 15 de novembro de 1978. Seu estatuto de autonomia foi aprovado em 16 de agosto de 1982. Hoje em dia poderíamos definir Castela-Mancha como as terras da antiga Coroa de Castela situadas geograficamente em torno da grande comarca da Mancha, que é o núcleo central da comunidade da sua região interna.